# Sericoptera mahometaria
Sericoptera mahometaria là một loài bướm đêm trong họ Geometridae.